# Бурдаки
 Бурдаки — опустевшая деревня в Ильинском районе Ивановской области. Входит в состав Аньковского сельского поселения.

## География
Находится в западной части Ивановской области на расстоянии приблизительно 21 км на восток по прямой от районного центра села Ильинское-Хованское.

## История
Нанесена была на карту еще 1840 года. В 1859 году здесь (тогда деревня в составе Суздальского уезда Владимирской губернии) было учтено 9 дворов.

## Население
Постоянное население составляло 96 человек (1859 год), 0 как в 2002 году, так и в 2010.